# Jenelle Jordan
Jenelle Andrea Ola Jordan (Houston, 14 maggio 1995) è una pallavolista statunitense, centrale dell'Haris.

## Biografia
Figlia di Darin Jordan e Andrea, nasce a Houston, nel Texas. Suo padre è un giocatore della NFL. Sua madre è direttrice del reparto di oncologia chirurgica pediatrica all'Anderson Cancer Center dell'università del Texas.

## Carriera

### Club
La carriera di Jenelle Jordan inizia nei tornei scolastici del Texas con la Bellaire HS. Dopo il diploma partecipa con la sua università, la UC Berkeley, alla NCAA Division I dal 2013 al 2017.
Nella stagione 2018-19 approda nella Lentopallon Mestaruusliiga finlandese dove inizia la carriera professionistica con il Woman: dopo due annate col club di Rovaniemi, nel campionato 2020-21 si trasferisce in Spagna, dove partecipa alla Superliga Femenina de Voleibol con l'Haris.